# Междущатска магистрала 10
Междущатска магистрала 10 (Interstate 10, съкратено I-10) е най-южната междущатска магистрала преминаваща от източния до западния бряг на САЩ. Това е четвъртата по дължина магистрала в Съединените щати след I-90, I-80 и I-40. Пресича всички основни междущатски пътища север-юг с изключение на I-85. Преминава през осем щата.
|  | Тази страница частично или изцяло представлява превод на страницата Interstate 10 в Уикипедия на английски. Оригиналният текст, както и този превод, са защитени от Лиценза „Криейтив Комънс – Признание – Споделяне на споделеното“, а за съдържание, създадено преди юни 2009 година – от Лиценза за свободна документация на ГНУ. Прегледайте историята на редакциите на оригиналната страница, както и на преводната страница, за да видите списъка на съавторите. ВАЖНО: Този шаблон се отнася единствено до авторските права върху съдържанието на статията. Добавянето му не отменя изискването да се посочват конкретни източници на твърденията, които да бъдат благонадеждни. |